# Аллен, Лью
Лью А́ллен (мл.) (англ. Lew Allen, Jr.; 30 сентября 1925, Майами, Флорида, США — 4 января 2010, Потомак-Фолс, Виргиния, США) — американский военный и политический деятель, директор агентства Национальной безопасности США (1973—1977).
В его честь названа Премия Лью Аллена, вручаемая за выдающиеся достижения Лабораторией реактивного движения.

## Биография
В 1946 году окончил Военное училище Соединенных Штатов со степенью бакалавра, в 1954 году — университет Иллинойса.
В 1946—1950 годах — в 7-й Группе бомбардировщиков Стратегического авиационного командования на базе ВВС Карсуэлл (Техас). Управлял бомбардировщиками B-29 и B-36.
В 1954—1957 годах — исследователь в научной лаборатории в Лос-Аламосе, Нью-Мексико.
В 1957—1961 годах — научный советник на базе ВВС Киртланд. Он специализировался на работе с ядерным оружием.
В 1961—1965 годах — в аппарате Министерства обороны.
В 1965—1968 годах — заместитель начальника Управления в министерстве ВВС.
в 1968—1969 годах — заместитель начальника, начальник Управления космических систем Министерства обороны.
В 1970—1973 годах — помощник начальника, начальник Управления специальных проектов.
В 1973 году — представитель ЦРУ в Вашингтоне.
В 1973—1977 годах — директор агентства Национальной безопасности США.
В 1978—1982 годах — начальник штаба Военно-воздушных сил.
После ухода в отставку в 1982 года до 1990 года — директор лаборатории Реактивного движения (J.P.L).
В 1993—1995 годах — член президентского Консультативного совета по вопросам разведки (PFIAB).